# Акиньшино (Калузька область)
Акиньшино (рос. Акиньшино) — присілок в Перемишльському районі Калузької області Російської Федерації.
Населення становить 13 осіб. Входить до складу муніципального утворення Присілок Григоровське.

## Історія
Від 2004 року входить до складу муніципального утворення Присілок Григоровське

## Населення
| 2002 | 2010 |
| ---- | ---- |
| 20   | ↘13  |